# Betoota
Betoota ist ein kleiner Ort im Südwesten des australischen Bundesstaates Queensland 70 m über dem Meeresspiegel. Jährlich fallen im Schnitt 300 mm Niederschlag. Der Ort, der einmal das Stadtrecht verliehen bekam, beherbergte ab 1885 eine Zollstation des Staates Queensland für den Export von Rindern nach South Australia. Damals gab es im Ort zudem noch drei Hotels, eine Polizeiwache, einen Laden, ein Postamt und eine Pferdewechselstation einer Postkutschenverbindung. Mit der Bildung des Commonwealth of Australia 1901 wurde zuerst die Zollstation geschlossen. Seit dem Tod des letzten Einwohners, Sigmund "Simon" Remienko, im Jahr 2004 hat der Ort keine permanente Bevölkerung mehr. Verwaltungsmäßig ist Betoota Teil des etwa 95.000 km² umfassenden Diamantina Shire, der damit etwa so groß ist wie Bayern und Hessen zusammen, aber laut der Volkszählung von 2016 nur 291 Einwohner zählt.
Der Ort befindet sich an einer unbefestigten Straße 170 km östlich von Birdsville und 227 km westlich von Windorah und hatte einstmals eine gewisse Bedeutung als man dort essen, trinken und später auch tanken konnte. 
Das vom letzten Einwohner, einem Nachkriegs-Einwanderer aus Polen, von 1957 bis 1997 geführte Hotel, ein Bau aus dem Jahr 1880, ist, falls es noch steht, das letzte Gebäude der Stadt. Sigmund "Simon" Remienko hat das Hotel damals aus gesundheitlichen Gründen geschlossen, lebte aber weiterhin dort, nachdem er es mit einem Drahtzaun umgeben hat, um potentielle Besucher zu entmutigen.

## Rennen
Obwohl Geisterstadt, finden in Betoota jährlich noch zwei Rennveranstaltungen statt:
- Betoota Horse and Motorbike Gymkhana (1. Wochenende der Osterferien von Queensland)[2]
- Betoota Race (letztes Wochenende im August, Teil des Simpson Desert Racing Carnival).[2][4]